# Fat Wreck Chords
Fat Wreck Chords és un segell discogràfic independent de San Francisco, Califòrnia, enfocat en la música punk. Va ser creat per Fat Mike, vocalista principal i baixista de la banda punk NOFX, i la seva dona Erin, el 1990.
Han enregistrat a bandes com Lagwagon, No Use For A Name, NOFX o Against Em! entre d'altres.
No forma part de la RIAA.

## Grups
| - Anti-Flag - The Ataris - Avail - Bad Astronaut - Bracket - Chixdiggit - Consumed - Dead To Me - The Descendents - The Dickies - Diesel Boy - Dillinger Four - 88 Fingers Louie - The Epoxies - Face to Face - The Fight - Frenzal Rhomb - Goober Patrol - Good Riddance - Guns n' Wankers | - Hi-Standard - Lagwagon - The Lawrence Arms - Less Than Jake - The Loved Ones - Love Equals Death - Mad Caddies - Me First and the Gimme Gimmes - MxPx - NOFX - None More Black - No Use For A Name - Only Crime - Propagandhi - Rancid - Randy - The Real McKenzies - Rise Against - The Sainte Catherines - Screeching Weasel | - Screw 32 - Sick of it All - Smoke or Fire - Snuff - The Soviettes - Strike Anywhere - Strung Out - The Subhumans - Swingin' Utters - Tilt - Western Addiction - Zero Down |